# Le'Veon Bell
Le´Veon Bell (18. února 1992 Reynoldsburg, Ohio) je bývalý profesionální hráč amerického fotbalu, hrající na pozici Running backa za tým Pittsburgh Steelers.
V současné době je LeVeon Bell volný agent.